# Krajkowo-Budki
Krajkowo-Budki (prononciation : [krai̯ˈkɔvɔ ˈbutki]) est un village polonais de la gmina de Płońsk dans le powiat de Płońsk de la voïvodie de Mazovie dans le centre-est de la Pologne.

## Histoire
De 1975 à 1998, le village appartenait administrativement à la voïvodie de Ciechanów.